# Jordanita
La jordanita es un mineral de la clase de los minerales sulfuros. Fue descubierta en 1864 en el valle de Binn (Suiza), siendo nombrada en honor del alemán A. Jordan. Sinónimos poco usados son: reniforita o reniformita.

## Características químicas
Es un sulfuro de plomo que tiene parcialmente sustituido el azufre por arsénico y algo de antimonio, por lo que es un derivado de la galena. Además, es frecuente que lleve como impureza el elemento talio.
Forma una serie de solución sólida con la geocronita (Pb14(Sb,As)6S23), de composición química parecida pero que predomina el arsénico sobre el antimonio mientras que en la jordanita es al revés, de forma que la sustitución gradual de uno por el otro va dando los distintos minerales de la serie.

## Formación y yacimientos
Aparece en rocas dolomitas, enriquecidas en los elementos arsénico y plomo, que han sufrido metamorfismo. También se ha encontrado en vetas epitermales de baja temperatura, en vetas de cuarzo-oro epitermales, e incluso en "chimeneas" submarinas humeros.
Suele encontrarse asociado a otros minerales como: tennantita, seligmannita, dufrenoysita, boulangerita, semseyíta, quadratita, guettardita, zinkenita, tsugaruíta, kirkiíta, enargita, esfalerita, o galena.